# Barri de Bercy
Bercy és el 47è barri administratiu de París, situat al 12è districte. L'any 2016 s'hi comptaven 14.306 habitants. Situat al llarg del Sena, aquesta zona de París és una de les més antigues poblades. Barri popular on històricament arribaven mercaderies aigües amunt del Sena, en particular el vi de Borgonya i la fusta de Morvan, es va reestructurar radicalment a partir de principis dels anys 80 amb la construcció del palau París-Bercy el 1984, després de la seu del Ministeri d'Economia i Finances el 1990.

Els quatre barris administratius del 12 districte de París.

El barri de Bercy limita al sud amb el Sena, al nord-oest amb el districte de Quinze-Vingts, al nord amb el districte de Picpus i a l'est amb la comuna de Charenton-le-Pont. El Pont de Bercy, el Pont de Tolbiac i la passarel·la Simone-de-Beauvoir l'enllacen amb el 13è districte de París.
Les línies M6 i M14 del metro donen servei al barri a través de les estacions de Bercy i Cour Saint-Émilion.
Amb cotxe, el barri limita amb la carretera de circumval·lació i les pistes del riu. Porte de Bercy és el punt de partida de l'autopista A4.
El districte és servit pel tramvia a través de la parada Baron Le Roy de la línia 3a del tramvia i també pels autobusos 24 i 87.
Per la llei del 16 de juny 1859 el municipi de Bercy (fins aleshores independent) fou dissolt i el seu territori repartit entre els de París i Charenton.
Es constitueix el barri de Bercy el 3 de novembre de 1859 en fusionar part de l'antiga comuna de Bercy i part de l'antic districte 8è de París (al nord del Boulevard de Bercy).

## Llocs destacats
El barri, totalment rehabilitat a partir dels anys 80, alberga principalment construccions modernes:
- Parc de Bercy al lloc dels antics cellers;
- la nova Cinémathèque Française de Bercy (al 51, rue de Bercy);
- Bercy Village

Mapa
vista aèria